# Trichomalopsis apanteloctena
Trichomalopsis apanteloctena är en stekelart som först beskrevs av Crawford 1911.  Trichomalopsis apanteloctena ingår i släktet Trichomalopsis och familjen puppglanssteklar. Inga underarter finns listade i Catalogue of Life.